# 版纳丝蝽
版纳丝蝽（学名：Plokiophiloides bannaensis）是2017年在中华人民共和国云南省西双版纳热带植物园中发现的一种丝蝽科昆虫，是中国境内发现的首个丝蝽科物种。
版纳丝蝽最早是2017年由中山大学的博士研究生骆久阳在西双版纳植物园开展半翅目昆虫多样性合作研究中，于狼蛛科马蛛属的蜘蛛网上发现，是世界上首次在狼蛛科蜘蛛的网上发现有丝蝽寄生。该发现于2021年3月在《ZooKeys》上发表。